# Diocesi di Tulana
La diocesi di Tulana (in latino Dioecesis Tulanensis) è una sede soppressa e sede titolare della Chiesa cattolica.

## Storia
Tulana, nell'odierna Tunisia, è un'antica sede episcopale della provincia romana dell'Africa Proconsolare, suffraganea dell'arcidiocesi di Cartagine.
Unico vescovo conosciuto di questa diocesi africana è Pascasio, che prese parte al sinodo riunito a Cartagine dal re vandalo Unerico nel 484, in seguito al quale venne esiliato.
Dal 1933 Tulana è annoverata tra le sedi vescovili titolari della Chiesa cattolica; dal 18 settembre 2019 il vescovo titolare è Oleksandr Jazlovec'kyj, vescovo ausiliare di Kiev-Žytomyr.

## Cronotassi dei vescovi
- Pascasio † (menzionato nel 484)

## Cronotassi dei vescovi titolari
- Joseph Bonhomme, O.M.I. † (25 aprile 1933 - 6 agosto 1973 deceduto)
- Salvatore De Giorgi (21 novembre 1973 - 17 marzo 1978 succeduto vescovo di Oria)
- Manuel Cruz Sobreviñas † (7 aprile 1979 - 25 febbraio 1993 nominato vescovo di Imus)
- Patrick O'Donoghue † (18 maggio 1993 - 5 giugno 2001 nominato vescovo di Lancaster)
- Heinrich Timmerevers (6 luglio 2001 - 29 aprile 2016 nominato vescovo di Dresda-Meißen)
- Otacílio Ferreira de Lacerda (21 dicembre 2016 - 19 giugno 2019 nominato vescovo di Guanhães)
- Oleksandr Jazlovec'kyj, dal 18 settembre 2019